# Henning Nöhren
Henning Nöhren (* 13. November 1985 in Bassum) ist ein deutscher Schauspieler, Synchronsprecher, Hörspielsprecher, Hörbuchsprecher und Sänger.

## Leben
Henning Nöhren wurde 1985 in Bassum geboren und besuchte  das Gymnasium Syke, wo er auch seine ersten Theatererfahrungen sammelte.
Von 2006 bis 2010 erhielt er seine Schauspielausbildung an der Hochschule für Musik und Theater Hannover und war 2009 Stipendiat der Hochschulstiftung.
Erste Engagements führten ihn an die Staatstheater Hannover und Braunschweig sowie an das Schauspielhaus Hamburg. Neben seiner Tätigkeit am Theater ist er in verschiedenen Film- und Fernsehproduktionen zu sehen. Seine Tätigkeit als Sprecher umfasst Synchronrollen, Hörspiele, Hörbücher und Lesungen.

## Filmografie (Auswahl)
- 2010: Notruf Hafenkante – Alte Freunde – Regie: Oren Schmuckler
- 2011: Nord Nord Mord (Fernsehreihe)
- 2011: Am Ende die Hoffnung – Regie: Thorsten Näter
- 2011: Wie Tag und Nacht – Regie: Sibylle Tafel
- 2011: Tatort – Hochzeitsnacht (Regie: Florian Baxmeyer)
- 2012: Heiter bis Tödlich – Akte Ex – Fernweh – Regie: Jorgo Papavassiliou
- 2012: Danni Lowinski – Lesen und Schreiben – Regie: Peter Gersina
- 2012: SOKO Köln – Mit Hieb und Stich – Regie: Torsten Wacker
- 2012: SOKO Leipzig – Preis der Freiheit – Regie: Oren Schmuckler
- 2014: Der Lehrer – Wo war nochmal der Feuerlöscher? – Regie: Peter Gersina
- 2014: Die Präsenz
- 2016: In aller Freundschaft – Beruf und Berufung – Regie: David Carreras
- 2016: Polizeiruf 110 – Starke Schultern – Regie: Maris Pfeiffer

## Synchronisation (Auswahl)
Junko Takeuchi
- 2012–2013: Naruto Spin Off! Rock Lee und seine Ninja Kumpels als Naruto Uzumaki
- 2015–2019: Naruto Shippuden als Naruto Uzumaki
- 2017–2023: Boruto: Naruto Next Generations als Naruto Uzumaki

Souma Saito
- 2014–2015: Aldnoah.Zero als Yuutarou Tsumugi
- 2015: DanMachi als Hermes

Evan Jonigkeit
- 2015: Bone Tomahawk als Deputy Nick
- 2016: Whiskey Tango Foxtrot als Specialist Coughlin
- 2018: Sweetbitter als Will

Jun Fukuyama
- 2016: Durarara!! als Shinra Kishitani
- 2021: Gankutsuō – Der Graf von Monte Christo als Vicomte Albert de Morcerf

Asif Ali
- 2016: Dean – Wie das Leben eben spielt als Noah
- 2017: Wrecked – Voll abgestürzt! als Pack
- 2017: The Mick als Officer
- 2020: Star Trek: Lower Decks als Ensign Asif
- 2022: Don’t Worry Darling als Peter

Bill Skarsgård
- 2017: Deadpool 2 als Alex Cluney / Zeitgeist
- 2022: Barbarian als Keith Toshko

Carter Jenkins
- 2021: After Love als Robert
- 2022: After Forever als Robert
- 2023: After Everything als Robert

Alex Sharp
- 2019: Glam Girls – Hinreißend verdorben als Robert
- 2024: One Life als Trevor

Harris Dickinson
- 2019: Maleficent: Mächte der Finsternis als Prinz Philip
- 2021: The King’s Man: The Beginning als Conrad Oxford
- 2022: Der Gesang der Flusskrebse als Chase Andrews
- 2022: See How They Run als Richard Attenborough
- 2023: A Murder at the End of the World als Bill
- 2025: Babygirl als Samuel

### Serien
- 2010–2013: Dance Academy – Tanz deinen Traum! als Ben Tickle (Thomas Lacey)
- 2010–2014: Boardwalk Empire als Willie Thompson (Ben Rosenfield)
- 2010–2014: True Blood als Keith (Riley Smith)
- 2010–2015: Lewis – Der Oxford Krimi als PC Mark Travis (Gruffudd Glyn)
- 2010–2015: Glee als Ryder Lynn (Blake Jenner)
- 2010–2016: The Good Wife als Dev Jain (Maulik Pancholy)
- 2011: Bob’s Burgers als Andy (Laura Silverman)
- 2011–2014: Borgia als Rodrigo Borgia ‘El Pequeño’ Lanzol (Rafael Cebrián)
- 2012: Merlin als Arthur (Arthur Molinier)
- 2012–2013: Saving Hope als Roberto (Seamus Patterson)
- 2012–2013: Touch als Kase (John Boyd)
- 2012–2015: Violetta als Ezequiel (Oscar Sinela)
- 2012–2018: Nashville als Dr. Caleb Rand (Nick Jandl)
- 2013–2014: Strike the Blood als Dimitrie Vatler (Yuuki Ono)
- 2013–2015: Lazy Company als Michael Henry (Antoine Lesimple)
- 2013–2015: My mad fat Diary als Liam (Turlough Convery)
- 2013–2016: Mako – Einfach Meerjungfrau als David (Rowan Hills)
- 2013–2017: Broadchurch als Clive Lucas (Sebastian Armesto)
- 2013–2018: The Americans als Nick (Michael Oberholtzer)
- 2014: 1864 – Liebe und Verrat in Zeiten des Krieges als Alfred (Jens Christian Buskov Lund)
- 2014: Free! Eternal Summer als Tooru Iwashimizu (Koutarou Nishiyama)
- 2014: The Irregular at Magic School als Takeaki Kirihara (Tomokazu Sugita)
- 2014: The Red Tent als Joseph (Will Tudor)
- 2014: Tashi als Jack (Leon Williams)
- 2014–2015: Noragami als Yuusuke Urasawa (Yuuki Ono)
- 2014–2015: Chasing Life als Danny (Abhi Sinha)
- 2014–2015: Tokyo Ghoul als Naki (Hiro Shimono)
- 2014–2018: Dora & Friends als Pablo (Eduardo Aristizabal)
- 2015–2023: Alvinnn!!! und die Chipmunks als Alvin (Ross Bagdasarian, Jr.)
- 2015: Ein Fall Für TKKG als Tim
- 2015: Frankreich gegen den Rest der Welt als André Merlaux (Hugo Becker)
- 2015: Trapped – Gefangen in Island als Hjörtur Stefánsson (Baltasar Breki Samper)
- 2015: Tut – Der größte Pharao aller Zeiten als Nahkt (Alistair Toovey)
- 2015–2019: Marvel’s Jessica Jones als Ruben (Kieran Mulcare)
- 2015–2019: Killjoys als Pree (Thom Allison)
- seit 2016: Search Party als Elliot Goss (John Early)
- 2016: Bottersnikes and Gumbles als Tink (Jason Callender)
- 2016: Kulipari – Die Frosch-Armee als Darel (Josh Keaton)
- 2016: Die unglaublichen Abenteuer von Blinky Bill als Blinky Bill (Cam Ralph)
- 2016: Another als Kouichi Sakakibara (Atsushi Abe)
- 2016–2018: Westworld als Phil (Patrick Cage)
- 2016–2018: Wrecked – Voll abgestürzt! als Pack (Asaf Ali)
- 2016–2019: Shadowhunters: The Mortal Instruments als Simon Lewis (Alberto Rosende)
- 2017–2020: Riviera als Nico Eltham (Jack Fox)
- 2017–2021: The Bold Type – Der Weg nach oben als Richard Hunter (Samuel Page)
- 2017–2019: Willkommen im Wayne als Ansi Molina (Alanna Ubach)
- 2017: Stretch Armstrong und die Flex Fighters als Jake Armstrong / Stretch (Scott Menville)
- 2017: Neo Yokio als Kaz Kaan (Jaden Smith)
- 2017: Born to Kill als Sam Woodford (Jack Rowan)
- 2017–2019: 11 als Vitto Voltaglio (Santiago Stieben)
- 2017–2019: The Gifted als Marcos Diaz / Eclipse (Sean Teale)
- 2017–2019: Riverdale als Dilton Doiley (Major Curda)
- seit 2018: All American als Asher Adams (Cody Christian)
- 2018–2020: The Alienist – Die Einkreisung als Marcus Isaacson (Douglas Smith)
- 2018: Everything Sucks! als Oliver (Elijah Stevenson)
- 2018: Find Me in Paris als Jeff Chase (Castle Rock)
- 2018–2022: Killing Eve als Kenny Stowton (Sean Delaney)
- 2018: Free! Dive to the Future als Rei Ryuugazaki (Daisuke Hirakawa)
- 2018–2019: Welcome to the Family als Francesc García Navarro (Nao Albet)
- 2018–2019: Chilling Adventures of Sabrina als Thomas „Tommy“ Kinkle (Justin Dobies)
- 2019–2021: Jack, der Monsterschreck als Jack Sullivan (Nick Wolfhard)
- 2019: Osmosis als Léopold Goulard (Lionel Lingelser)
- 2019: Meine allererste Liebe als Choi Hoon (Kang Tae-oh)
- 2019–2023: Sex Education als Malek Amir (Armin Karima)
- seit 2019: Valley of the Boom als Sean Alvaro (Raf Rogers)
- 2019–2021: Why Women Kill als Tommy Harte (Leo Howard)
- 2019–2024: Taffy als Taffy/Zecki
- 2020: Hollywood als Jack Castello (David Corenswet)
- 2020: The Eddy als Sim (Adil Dehbi)
- 2020–2022: Der junge Wallander als Kurt Wallander (Adam Pålsson)
- 2020: Weihnachten zu Hause als Christian (Mads Sjøgård Pettersen)
- 2020: Space Force als Duncan Tabner (Spencer House)
- 2021: El Reino – Dein Reich komme als Julio Clamens (Chino Darín)
- 2021: Platinum End als Mirai Kakehashi (Miyu Irino)
- 2021–2023: Tokyo Revengers als Atsushi Sendоu (Takuma Terashima)
- seit 2021: Spidey und seine Super-Freunde als Hulk (Armen Taylor)
- seit 2021: Navy CIS für Zane Holtz als Dale Sawyer
- 2022: Alma als Bruno (Pol Monen)
- 2022: Juvenile Justice als Cha Tae-ju (Mu-yeol Kim)
- 2022: Sandmann als Alex Burgess (Laurie Kynaston)
- 2022: Single Drunk Female als Joel (Charlie Hall)
- 2022: Tiger & Bunny 2 als Thomas Taurus / He is Thomas (Nobunaga Shimazaki)
- 2022: Tell Me Everything als Johnny (Eden H. Davies)
- 2022: Wednesday als Tyler (Hunter Doohan)
- 2023: Das lügenhafte Leben der Erwachsenen als Corrado (Giuseppe Brunetti)
- 2023: The Consultant als Sang Woo (Brian Yoon)
- 2023: The Crowded Room als Stan Camisa (Christopher Abbott)
- 2023: Secret Invasion als Beto (Samuel Adewumni)
- 2023: Captain Fall als Captain Jonathan Fall (Jason Ritter)
- 2023: Grey’s Anatomy als Sam Sutton (Sam Page)
- 2023: Bodies als Hillinghead (Kyle Soller)
- 2023: The Night Logan Woke Up als Elliot Larouche (Xavier Dolan)
- 2023: A Murder at the End of the World als Bill (Harris Dickinson)
- 2024: Masters of the Air als Lt. David Friedkin (Freddy Carter)
- 2024: Powerplay – Smart Girls Go for President als Einar Førde (Nader Khademi)
- 2024: Exploding Kittens als Travis Higgins (Kenny Yates)
- 2024: The Madness als Bobby Woods (Steve Byers)
- 2024: Get Millie Black als Joe Dempsie (Luke Holborn)

### Filme
- 2010: Simon Werner fehlt als Frederic (Yan Tassin)
- 2010: Orla Froschfresser: Auch Kleine können sich wehren als Jakob (Nicolaj Kopernikus)
- 2012: Djeca – Kinder von Sarajevo als Ciza  (Vedran Djekic)
- 2013: Gabrielle – (K)eine ganz normale Liebe als Martin (Alexandre Landry)
- 2013: Mein Leben mit Robin Hood als Ronnie Shedlo (Matt Kane)
- 2014: Zeitgeist als Chris Truby (Travis Tope)
- 2014: Viel Lärm um nichts als Borachio (Spencer Treat Clark)
- 2014: Der 7bte Zwerg als Jake
- 2014: Die Entdeckung der Unendlichkeit als Ellis (Michael Marcus)
- 2014: The Equalizer als Marcus (Allen Maldonado)
- 2014: Get on Up als Little Richard (Brandon Mychal Smith)
- 2014: It Follows als Greg Hannigan (Daniel Zovatto)
- 2014: Kingsman: The Secret Service als Digby (Nicholas Banks)
- 2014: Pride als Tim (Russell Tovey)
- 2015: 69 Tage Hoffnung als Carlos Mamani (Tenoch Huerta)
- 2015: The Big Short als Chris (Jeffry Griffin)
- 2015: Blinky Bill – Das Meer der weißen Drachen als Blinky Bill (Ryan Kwanten)
- 2015: El Clan als Benito (Tomas de las Heras)
- 2015: The Diary of a Teenage Girl als Ricky Wassermann (Austin Lyon)
- 2015: The Program – Um jeden Preis als Christophe Bassons (Nicolas Robin)
- 2015: The Stanford Prison Experiment als Jerry Sherman (Logan Miller)
- 2015: Terminator: Genisys als Eric Thompson (Douglas Smith)
- 2015: The Wait als Paolo (Antonio Folletto)
- 2015: Boston als Patrick (Christopher O’Shea)
- 2016: Deadpool als Gavin Merchant (Kyle Cassie)
- 2016: Das Duell als Isaac Brant (Emory Cohen)
- 2016: Everybody Wants Some als Brumley (Tanner Kalina)
- 2016: Die Legende des Ben Hall als John Gilbert (Jamie Coffa)
- 2016: Code Geass: Akito the Exiled - To Beloved Ones - als Ashley Ashura (Takuma Terashima)
- 2017: Dunkirk als Gibson (Aneurin Barnard)
- 2017: Pitch Perfect 3 als Theo (Guy Bernet)
- 2018: Climax als David (Romain Guillermic)
- 2018: Measure of a Man – ein fetter Sommer als Bobby Marks (Blake Cooper)
- 2018: Willkommen in Marwen als Carl / Lieutenant Benz (Matt O’Leary)
- 2019: Booksmart als Jared (Skyler Gisondo)
- 2019: Der Distelfink als Boris Pavlikovsky (Aneurin Barnard)
- 2019: Glam Girls – Hinreißend verdorben als Thomas (Alex Sharp)
- 2019: The Good Liar – Das alte Böse als Stephen (Russell Tovey)
- 2019: Midsommar als Christian (Jack Reynor)
- 2019: Tolkien als Christopher Wiseman (Tom Glynn-Carney)
- 2019: Maleficent: Mächte der Finsternis als Prinz Phillip (Harris Dickinson)
- 2019: Last Christmas als Ed (Max Baldry)
- 2019: Horrible Stories: The Movie – Rotten Romans als Nero (Craig Roberts)
- 2020: Bloodshot als Martin Axe (Toby Kebbell)
- 2020: The High Note als David Cliff (Kelvin Harrison Jr.)
- 2020: Das Dilemma mit den sozialen Medien als Ben (Skyler Gisondo)
- 2020: Mara – Die rechte Hand des Teufels als Andrej (Semyon Serzin)
- 2020: Made in Abyss: Seelen der Finsternis als Guera (Shinji Kawada)
- 2021: Verrückt nach ihr als Marc (Aaron Porras)
- 2021: Und täglich grüßt die Liebe als Sam (Ronny Chieng)
- 2021: Der Sommer mit Anaïs als Yoann (Jean-Charles Clichet)
- 2021: Single All the Way als Nick (Philemon Chambers)
- 2021: Sentinelle als Armurier (Gabriel Almaer)
- 2021: Meskina – Ein hoffnungsloser Fall als Klaas (Oscar Aerts)
- 2021: Das Leben ist wie ein Stück Papier als Gonzales (Ersin Arici)
- 2021: The King’s Man: The Beginning als Conrad Oxford (Harris Dickinson)
- 2021: Injustice als Flash (Yuri Lowenthal)
- 2021: Dear Evan Hansen als Connor Murphy (Colton Ryan)
- 2021: Das Seehund-Team als Quinn (Jessie T. Usher)
- 2022: Der Wendepunkt als Ludovico Fazi (Brando Pacitto)
- 2022: See How They Run als Richard Attenboroug (Harris Dickinson)
- 2022: Top Gun: Maverick als Lt. Brigham ‘Harvard’ Lennox (Jake Picking)
- 2022: Der Gesang der Flusskrebse als Chase Andrews (Harris Dickinson)
- 2022: Der denkwürdige Fall des Mr Poe als Edgar Allan Poe (Harry Melling)
- 2023: Nimona als Ambrosius Goldenloin (Eugene Lee Yang)
- 2023: Father and Soldier als Chambreau (Jonas Bloquet)
- 2023: Mein fabelhaftes Verbrechen als André Bonnard (Édouard Sulpice)
- 2023: Dogman als Richie Munrow (Alexander Settineri)
- 2024: Die Schneegesellschaft als Adolfo „Fito“ Strauch (Esteban Kukuriczka)
- 2024: Girl You Know It’s True als Todd Headlee (Graham Rogers)
- 2024: One Life als Trevor (Alex Sharp)
- 2024: Kleine schmutzige Briefe als Constable Papperwick (Hugh Skinner)
- 2024: Challengers – Rivalen als Art Donaldson (Mike Faist)
- 2024: Back to Black als Nick Shymansky (Sam Buchanan)
- 2024: Road House als Moe (Arturo Castro)
- 2024: Oh la la – Wer ahnt denn sowas? als Botschaftsrat (Damien Bellard)
- 2025: Der Graf von Monte Christo als Andréa (Julien de Saint Jean)
- 2024: Irish Wish - Matty McCabe als Kory Kennedy
- 2024: Back to Black - Sam Buchanan als Nick Shymansky
- 2025: Babygirl als Samuel (Harris Dickinson)

### Computerspiele / Videospiele
- 2023: Final Fantasy XVI  als Sleipnir
- 2023: NARUTO X BORUTO Ultimate Ninja STORM CONNECTIONS als Naruto

## Hörspiele (Auswahl)
- 2013: Fantomas ist nicht zu fassen (WDR) – Regie: Leonhard Koppelmann
- 2013: Schlafe mein Kindchen (WDR) – Regie: Uwe Schareck
- 2013: In Spuren (WDR) – Regie: A.Pawlowska, N.Zafiris & C.Leist
- 2014: Billy Bishop steigt auf John Gray/Eric Peterson (SWR2) – Regie: Leonard Koppelmann
- 2014: Im Westen nichts Neues (Radio Bremen) – Regie: Christiane Ohaus
- 2014: Dorfschönheit (WDR) – Regie: Annette Kurth
- 2014: Mit Pauken und Trompeten: Das kalte Herz (NDR Info) – Regie: Henrik Albrecht
- 2015: Nennt mich nicht Ismael (SWR 2) – Regie: Leonard Koppelmann
- 2015: Sherlock & Watson – Neues aus der Baker Street (DAV) – Regie: Leonard Koppelmann
- 2015: Der katholische Bulle (NDR) – Regie: Sven Stricker
- 2015: Der letzte Ort (NDR) – Regie: Beate Andres
- 2015: Perseus und Andromeda – Der steinerne Blick (WDR) – Regie: Claudia Johanna Leist
- 2015: Party (NDR) – Regie: Christiane Ohaus
- 2015: Der Allesforscher (NDR) – Regie: Leonard Koppelmann
- 2016: Fünf Freunde- helfen den Flutopfern (Folge 115) – Regie: Heikedine Körting
- 2016: Wohnung frei im Märchenland (NDR INFO) – Regie: Helmut Peters
- 2017: GOLD – eine Goldgräber Revue (DRADIO) – Regie: Leonard Koppelmann
- 2017: Die Hexenbraut (NDR INFO) – Regie: Wolfgang Seesko
- 2017: Heule Eule (Oetinger audio) – Regie: Frank Gustavus
- 2018: Der nasse Fisch (Radio Bremen / WDR / RBB) – Regie: Benjamin Quabeck
- 2018: 100 Songs (SWR) – Regie: Leonard Koppelmann
- 2018: Eiernot im Märchenland (NDR) – Regie: Helmut Peters
- 2018: Alles Weihnachten – 3 Geschichten vom kleinen Raben Socke, Silberfisch, Hörbuch Hamburg
- 2018: Paradise Revisited (WDR) – Regie: Bodo Traber
- 2019: Am Rand (MDR) – Regie: Leonard Koppelmann
- 2020: Unter Haien (Audible) – Regie: Anja Herrenbrück
- 2020: Die kleine Hummel Bommel, Karussel
- 2020: Die kleine Hummel Bommel feiert Weihnachten, Karussel
- 2020: Die kleine Hummel Bommel sucht das Glück, Karussel
- 2020: Der zweite Schlaf (HR/Der Hörverlag) – Regie: Leonard Koppelmann
- 2021: Die kleine Hummel Bommel und die Zeit, Karussel
- 2021: Die kleine Hummel Bommel und die Liebe, Karussel
- 2021: Die kleine Hummel Bommel feiert Geburtstag, Karussel
- 2021: Die kleine Hummel Bommel feiert Ostern, Karussel
- 2021: Blackbird (HR2) – Regie: Leonard Koppelmann
- 2021: Abschied von Gülsary (MDR) – Regie: Heike Tauch
- 2022: The Quest (Hörverlag)- Regie: Anja Herrenbrück
- 2022: Sherlock und Watson – Neues aus der Baker Street (Der Audio Verlag) – Regie: Leonard Koppelmann
- 2022: Stern 111 (RBB) – Regie: Heike Tauch
- 2023: Im Frühling sterben (HR) – Regie: Alexander Schuhmacher

## Hörbücher (Auswahl)
- 2012: Im Café der verlorenen Jugend von Patrick Modiano, Hörbuch Hamburg & BookBeat
- 2018: Radikal Ehrlich: Verwandle Dein Leben – Sag die Wahrheit von Dr. Brad Blanton, inspiriert Verlag e.K.
- 2019: Jack, der Monsterschreck, und die Zombie-Apokalypse von Max Brallier, Hörbuch Hamburg
- 2020: Jack, der Monsterschreck, und die Zombie-Party von Max Brallier, Hörbuch Hamburg
- 2021: Wie man seine Eltern erzieht von Pete Johnson, Silberfisch, Hörbuch Hamburg
- 2021: Wie man seine peinlichen Eltern erträgt von Pete Johnson, Silberfisch, Hörbuch Hamburg
- 2021: Wie man mit seinen verrückten Eltern fertig wird von Pete Johnson, Silberfisch, Hörbuch Hamburg
- 2021: Wie man seinen Eltern das Internet erklärt von Pete Johnson, Silberfisch, Hörbuch Hamburg
- 2021: Wie man seine Eltern sinnvoll beschäftigt von Pete Johnson, Silberfisch, Hörbuch Hamburg
- 2021: Wie man seine Eltern richtig groß rausbringt von Pete Johnson, Silberfisch, Hörbuch Hamburg
- 2022: Auf Safari! Das Buch der (un)heimlichen Wünsche 1 von Sabrina J. Kirschner, Silberfisch, Hörbuch Hamburg
- 2022: Der Mönch in High Heels von Kodo Nishimura, Argon Verlag
- 2023: Crater Lake: Schlaf NIEMALS ein von Jennifer Killick, Silberfisch, Hörbuch Hamburg
- 2024: Und alle so still von Mareike Fallwickl, Argon Verlag
- 2024: Liza Grimm: Unfollow me. Vom Fluch gezeichnet, von Liebe verfolgt, Verlag: Argon Verlag & Audible, ISBN 978-3-7324-7305-2 (Hörbuch-Download, mit Corinna Dorenkamp)
- 2025: Juan Gómez-Jurado/Bárbara Montes: Spiel gegen die Zeit, cbj audio, ISBN 978-3-570-18241-3 (mit Magdalena Montasser, Nana Spier & Richard Barenberg)

## Auszeichnungen
- Deutscher Synchronpreis 2020 für „Bohemian Rhapsody“
- Deutscher Synchronpreis 2023 für „Der Gesang der Flusskrebse“
- Hörbuch des Monats Oktober 2023 von der Deutschen Akademie für Kinder und Jugendliteratur für "Crater Lake: Schlaf NIEMALS ein"
- Deutscher Synchronpreis 2025 für „Das lügenhafte Leben der Erwachsenen“